# Herk Sport
Herk Sport est un club de football féminin belge, fondé en 1971 et situé à Herk dans la province de Limbourg. Il fut l'un des ténors du Championnat de Belgique dans les années 1980 et 1990.

## Histoire
L'équipe est créée, en 1971, à Herck-Saint-Lambert près de Hasselt dans le Limbourg. Pendant les deux premières saisons, le championnat est disputé en séries provinciales, Herk Sport termine deux fois 3e. À partir de 1973, année du 1er championnat véritablement national, l'équipe termine sur le podium et remporte son 1er titre en 1979.

Ensuite, Herk Sport accumule les places d’honneur. C’est ainsi que le club limbourgeois termine 2e en 1980, 1983, 1985, 1987 et 1988, 3e en 1982, 1984 et 1986. Tout cela avant de remporter un nouveau de Champion de Belgique en 1989. En Coupe de Belgique, l'équipe s'impose en 1983 et 1988 et est finaliste en 1980.

1992 voit Herk Sport remporter la Coupe de Belgique avant le titre la saison suivante et une nouvelle finale de Coupe. Le dernier fait saillant est, en 1994, la Coupe de Belgique avec une 3e finale.

Au cours des saisons suivantes, Herk Sport s'effondre. En 1997, la section féminine de Herk Sport devient indépendante et rejoint l'Union belge de football sous le nom de VV Halen-Zelem. En 1999, après une mauvaise saison, l'équipe termine à la dernière place, en perdant tous ses matches et termine avec une différence de buts de moins 150. Après plus de 25 ans au plus haut niveau, l'équipe descend en D2. . Au cours de cette 1re saison, l’équipe est avant-dernière et périclite. Finalement, le club disparaît complètement.

## Palmarès
- Champion de Belgique (3) : 1979 - 1989 - 1993
- Vice-Champion de Belgique (7) : 1980 - 1983 - 1985 - 1987 - 1988 - 1991 - 1994
- Coupe de Belgique (3) : 1983 - 1988 - 1992
- Finaliste Coupe de Belgique (3) : 1980 - 1993 - 1994

### Bilan
- 6 titres

### Records
- 50: le plus grand nombre de points obtenus dans un championnat avec la victoire à 2 points (1988-1989)
- 25: le nombre de victoires (1988-1989)
- 26: le nombre de défaites (1998-1999)